# Dacrymycetes
Dacrymycetes, del griego clasico δάκρυ (dákru), "lágrima", y μύκης (múkēs), "hongo", es una clase  de hongos basidiomicetos que consta de una sola familia. Tienen parentosomas no perforados y basidios generalmente ramificados. Incluye 9 géneros y 101 especies, todas ellas en la familia Dacrymycetaceae.

## Galería

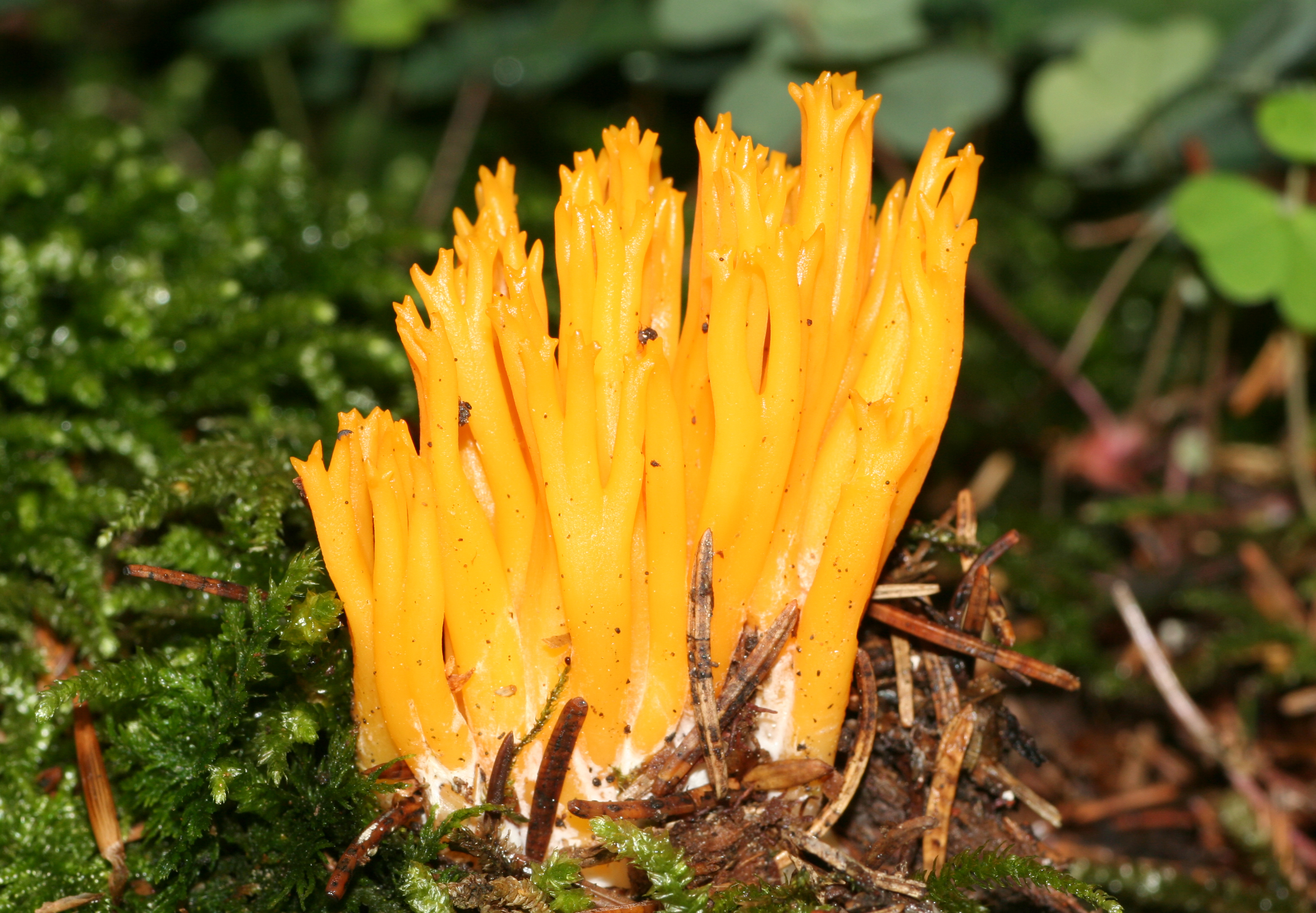
Calocera viscosa
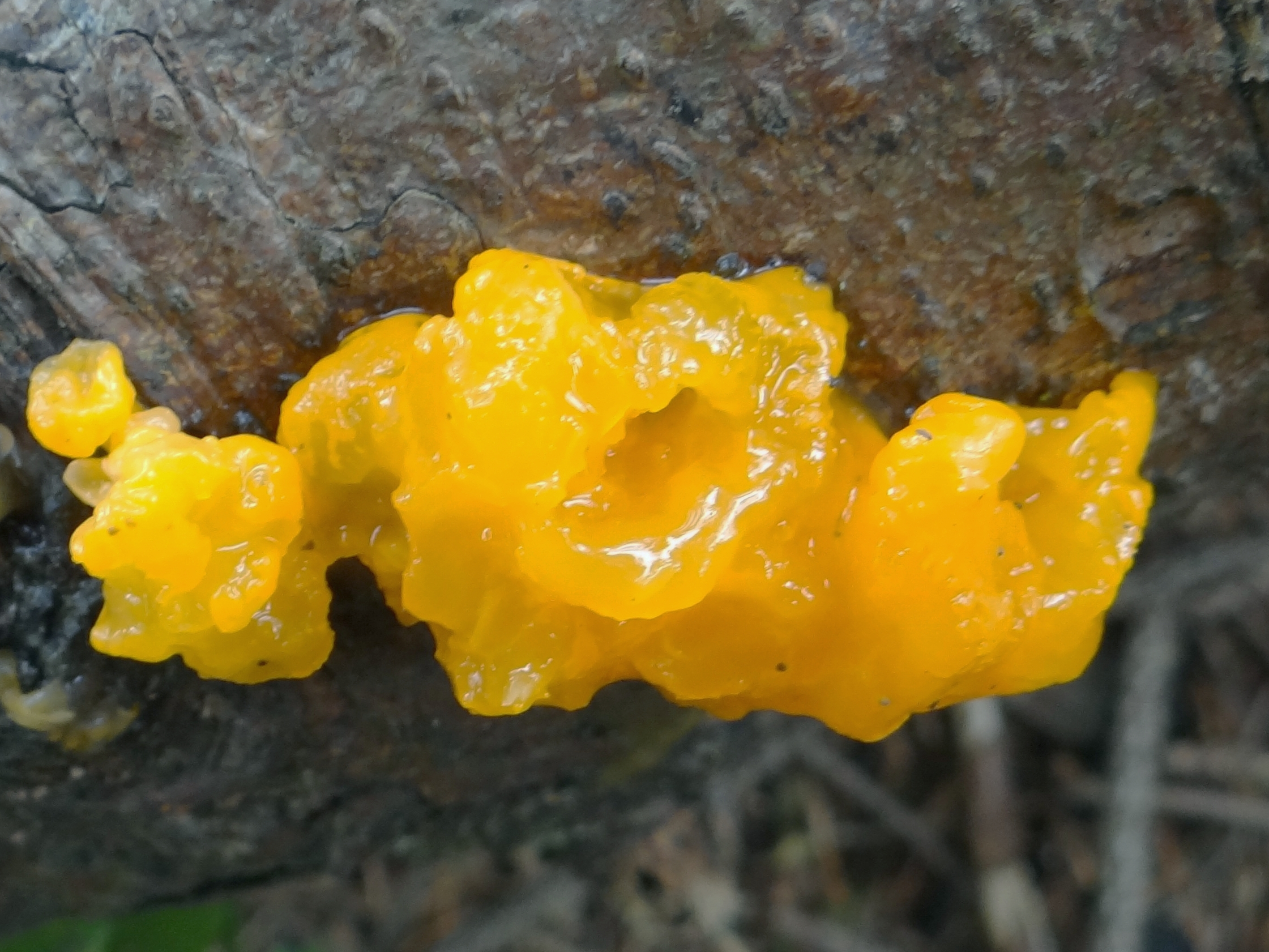
Dacrymyces chrysospermus
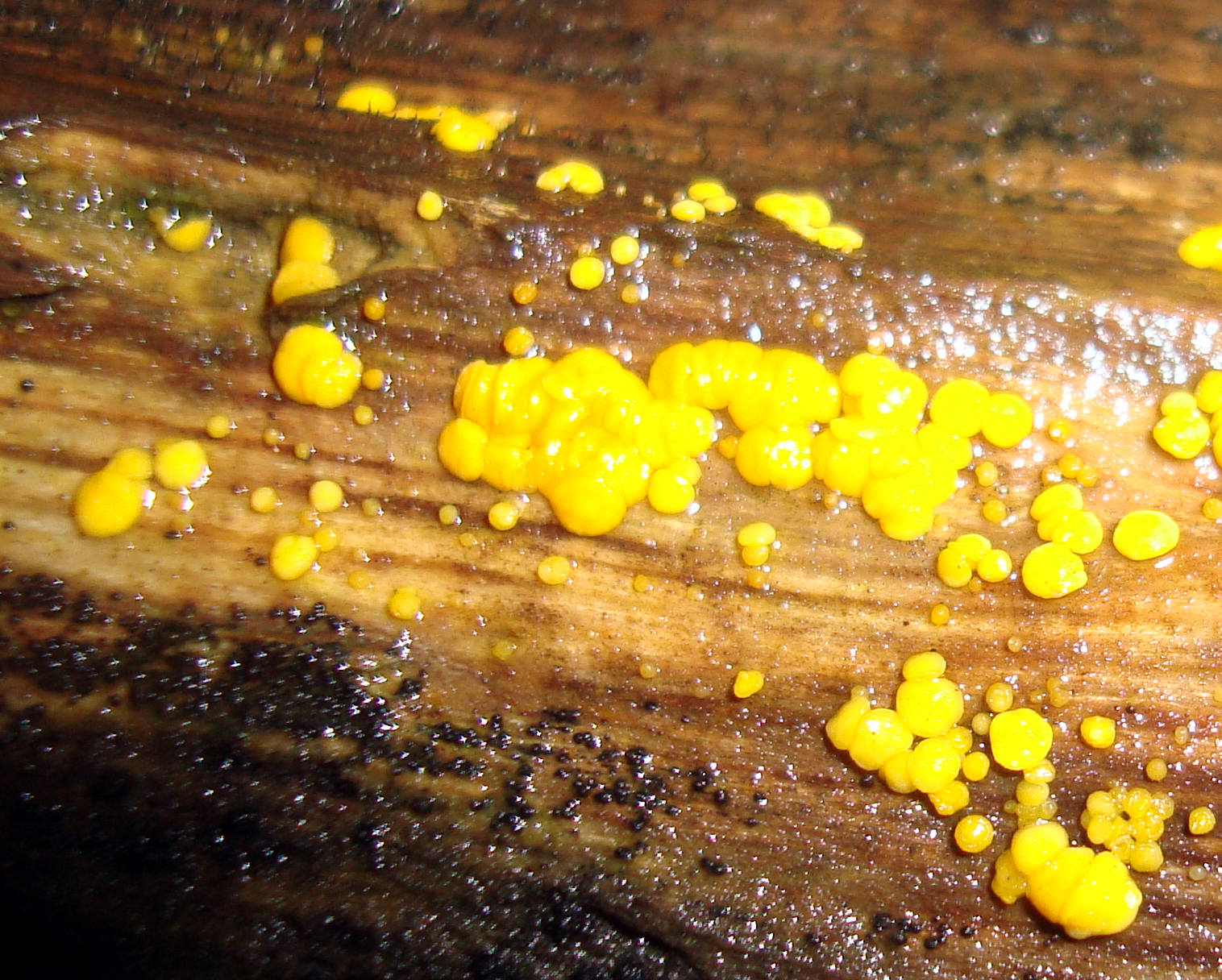
Dacrymyces stillatus
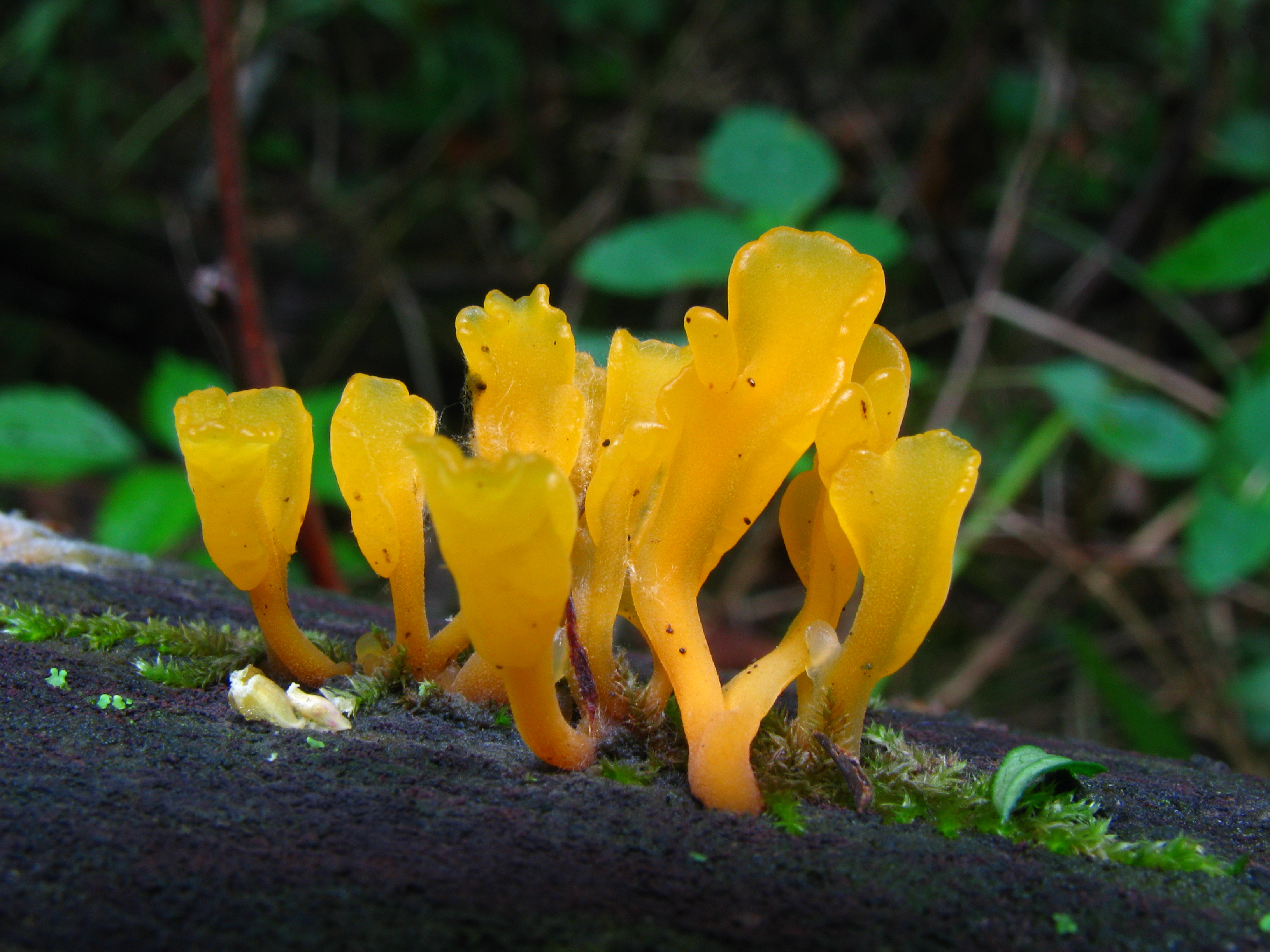
Dacryopinax spathularia
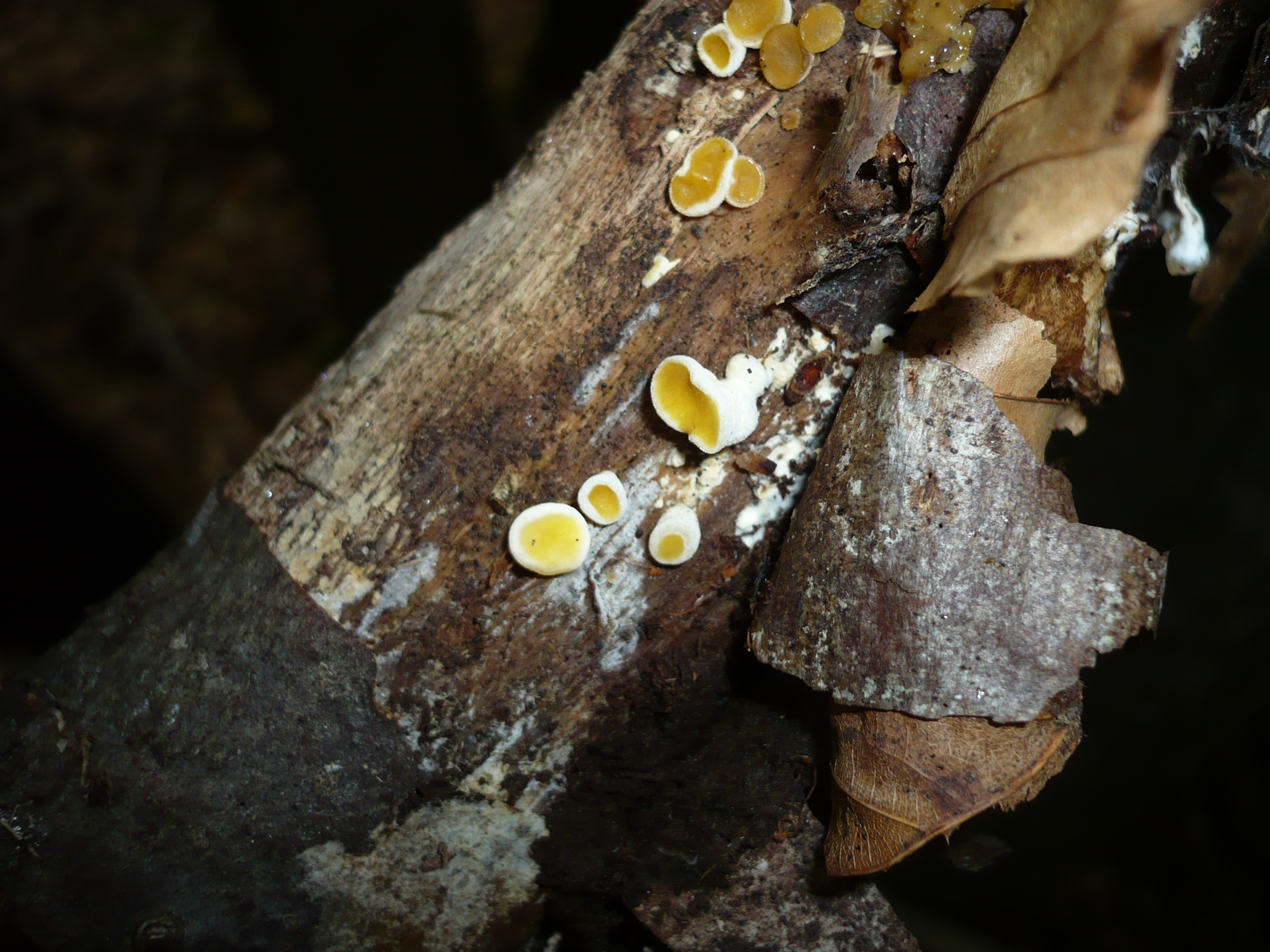
Ditiola pezizaeformis
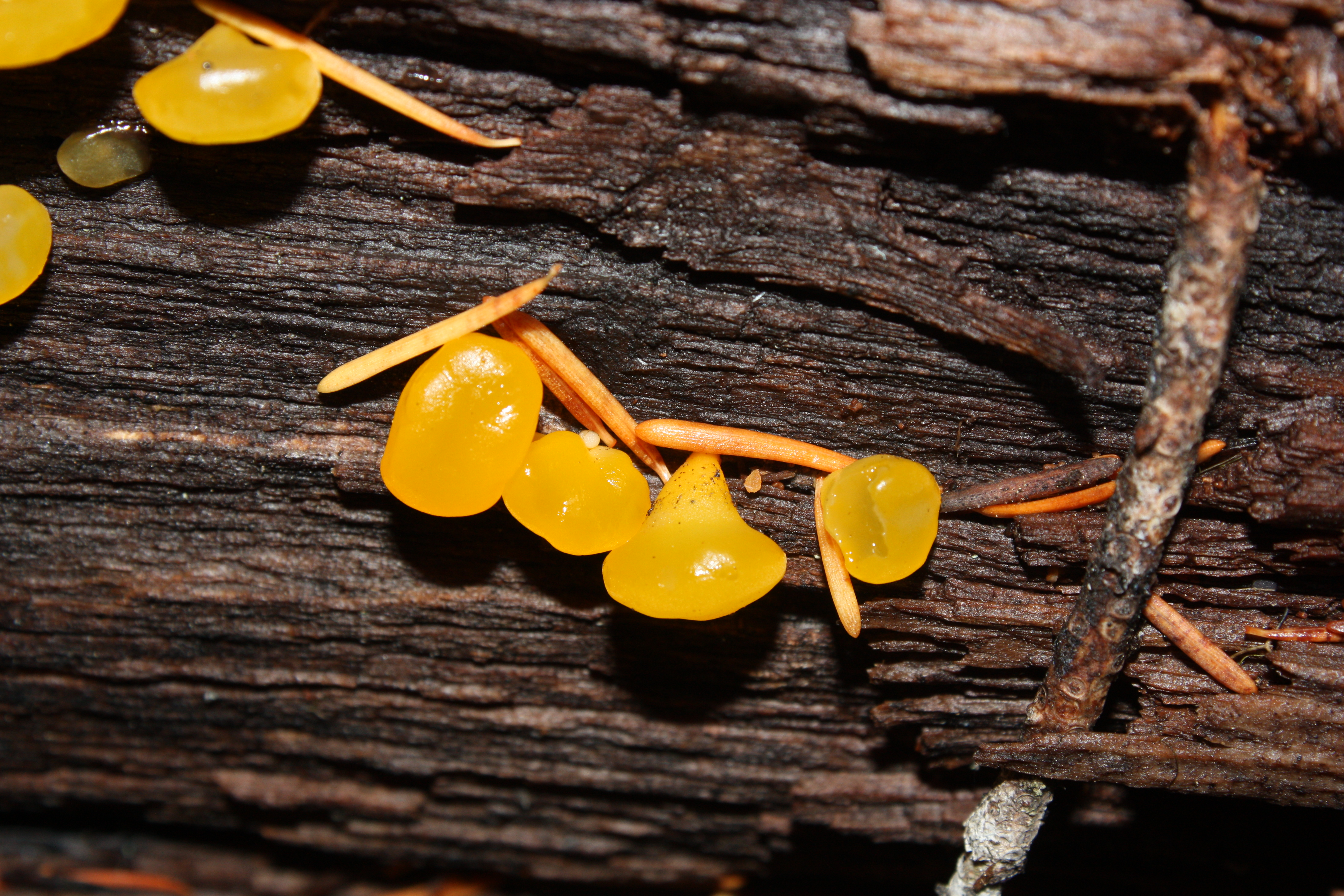
Guepiniopsis alpina